# Rachel’s
Rachel's egy amerikai post-rock/instrumentális/kamarazene/minimalista zenekar volt 1991-től 2012-ig.

## Története
Az együttes a Kentucky állambeli Louisville-ben alakult. A Rodan gitárosa, Jason Noble alapította. Megismerkedett Rachel Grimes zongoristával és Christian Frederickson violással, így megalakult a Rachel's. Nevüket Noble Toyota Corollájáról kapták, nem Rachel Grimes-ról. Fő zenei hatásuk az angol zeneszerző, Michael Nyman volt, stílusok közül pedig a komolyzene és a minimalista zene volt rájuk nagy hatással, amely a munkásságukon érződik is. A zenekar 2012-ben feloszlott. Noble ugyanis ebben az évben elhunyt rák következtében, 2017. március 25.-én pedig Edward Grimes is elhunyt.

## Tagok
- Christian Frederickson - viola
- Rachel Grimes - zongora
- Edward Grimes - ütős hangszerek, vibrafon (elhunyt)
- Jason Noble - gitár, basszusgitár (elhunyt)
- Greg King - vibrafon
- Eve Miller - cselló

## Diszkográfia
- Handwriting (album, 1995)
- Music for Eve Schiele (album, 1996)
- The Sea and the Bells (album, 1996)
- Selenography (album, 1999)
- Full On Night (Matmos / Rachel's split lemez, 2000)
- Significant Others (2002)
- Systems/Layers (album, 2003)
- Technology is Killing Music (EP, 2005)